# Albert Gäckle

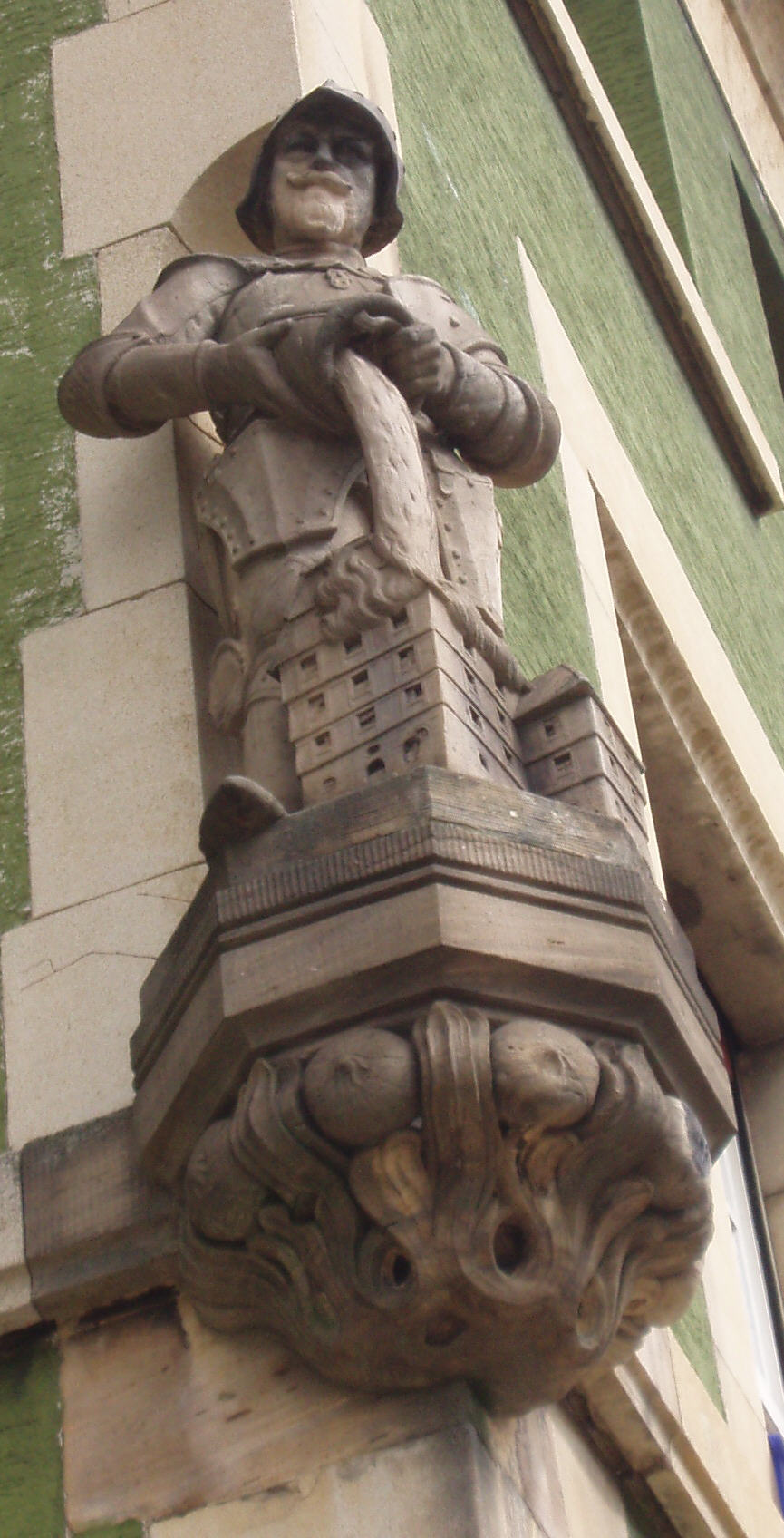
St. Florian an der Alten Feuerwache in Esslingen

Albert Gäckle (* 25. August 1853 in Stuttgart; † 27. Oktober 1925 ebenda) war ein deutscher Bildhauer.

## Leben
Albert Gäckle studierte an der Königlichen Kunstschule (später Kunstakademie) in Stuttgart bei Theodor von Wagner und Adolf Donndorf und reiste zu Studienzwecken nach Oberitalien, München, Wien und Paris, ehe er sich in seiner Heimatstadt als Bildhauer niederließ. Er spezialisierte sich auf Bildnisse und kirchliche Kunst.

## Werk
- 1891: Bildhauerarbeiten am Portal der Katharinenkirche auf dem Friedhof Unter den Linden in Reutlingen[3]
- 1893: Krieger- und Kaiserdenkmal in Wangen im Allgäu
Ein im Jahr 1890 beim Bau der Eisenbahnstrecke Wangen–Hergatz entdeckter Findling wurde drei Jahre später zum Krieger- und Kaiserdenkmal umgestaltet und in Wangen vor dem Schulhaus an der Lindauer Straße aufgestellt. Der Stein war mit Reichsadler, Kaisermedaillon und Kartusche geschmückt. Der Entwurf ging auf Theophil Frey zurück, ausgeführt wurden die Arbeiten von Gäckle. Mittlerweile befindet sich das Denkmal, das auf einem Plakat von Eugen Felle dargestellt ist, nicht mehr an Ort und Stelle: Schon 1905 musste es wegen Straßenbauarbeiten versetzt werden, in den 1960er-Jahren wurde es abgebaut. Die einst am Findling befestigten Applikationen befinden sich nun im Wangener Stadtarchiv.[4]
- 1895: Relief Jakob und Rahel am Brautportal der Andreaskirche in Stuttgart-Uhlbach
- 1894–1895: Bauplastik für das Landesgewerbemuseum in Stuttgart (heute Haus der Wirtschaft):
  - 20 Porträtmedaillons
  - 8 Maskenköpfe
  - 2 allegorische Standbilder Kunstgewerbe und Gewerbe an der Attika (um 1965 mit allen anderen Attikafiguren abgenommen, an wechselnden Orten gelagert, zurzeit in einem Natursteinwerk in Eppingen)[5]
- 1896: Marmorbüste des Justinus Kerner am Kernerhaus in Weinsberg, Öhringer Straße 3
- 1896: plastischer Schmuck an der Wilhelm-Realschule in Stuttgart (heute Sitz der Technischen Oberschule Stuttgart) (anderer Schmuck von Karl Kopp)[6]
- 1898: Standbilder der Evangelisten Johannes und Matthäus an der Pauluskirche in Stuttgart (im Zweiten Weltkrieg zerstört)
- ab 1900: plastischer Schmuck an den Emporenpfeilern der Johanneskirche in Stuttgart (gemeinsam mit Karl Schnabel):[7]
  - 1900: 6 Standbilder der Apostel Paulus und Petrus und der Evangelisten Markus, Matthäus, Lukas und Johannes
  - 1906: 4 Standbilder Johannes der Täufer, Moses, Prophet Jesaja und König David
- 1902: plastischer Schmuck der Petruskirche in Stuttgart-Gablenberg:[8]
  - Petrus-Standbild am Hauptportal
  - Moses und David über der Petrusstatue im Giebel (nicht mehr vorhanden)
- 1904–1905: Standbilder David und Jonathan am Furtbachhaus (Vereinshaus des CVJM) in Stuttgart, Furtbachstraße 6
- 1906: Kruzifix in der Christuskirche in Großeislingen
- 1907: Relief Das Scherflein der Witwe (nach Markus 12, 42–44) an der Markuskirche in Stuttgart
- 1908: Kruzifix der Pauluskirche oder Peterskirche in Tailfingen
- 1908: Marmor-Porträtbüste für das Grabmal des Garteninspektors Philipp Held (1856–1906) auf dem Pragfriedhof in Stuttgart, Abteilung 33
- 1910: plastischer Schmuck für zwei Portale des Georgii-Gymnasiums in Esslingen[9]
- 1913: Skulptur des Heiligen Florian an der Alten Feuerwache in Esslingen[10]
- Philipp-Matthäus-Hahn-Denkmal in Onstmettingen